# Marta Fernández (baloncestista)
Marta Fernández Farrés (Barcelona, 21 de diciembre de 1981) es una exjugadora española de baloncesto profesional. Su último club fue el Perfumerías Avenida de Salamanca. Ocupaba la posición de escolta.
Fue internacional absoluta con la selección española, con la que disputó 120 partidos, habiendo logrado dos medallas de bronce en los Eurobasket de Grecia en 2003 y Turquía en 2005 y otra medalla de bronce en el Mundial 2010 disputado en Chequia.
Es la hermana mayor del también jugador de baloncesto Rudy Fernández (n. 1985).

## Formación y primeros pasos en la Liga Femenina
Se formó en el colegio Sant Josep Obrer, en Mallorca, y con 13 años se incorporó al proyecto de formación Segle XXI. En el verano de 1998 lideró a España hacia el oro en el Europeo júnior de Bursa (Turquía), del que fue nombrada mejor jugadora. Debutó en la Liga Femenina la temporada 1999-2000 con el Ros Casares, en el que permanecería hasta 2004. Su siguiente club fue el UB Barça, donde jugó hasta su disolución, en 2007. 

## WNBA
En verano de 2007 jugó en la liga profesional norteamericana WNBA, en el equipo de Los Angeles Sparks, siendo la octava española en disputar aquella liga. Fue elegida en el quinteto de rookies de la temporada, siendo la primera y única jugadora española en conseguirlo. En 2007 y firma por una temporada, por el campeón de la liga femenina de Polonia.
En marzo de 2008 participa en el All Star de la Euroliga femenina como titular del equipo europeo. Tras concluir su primera temporada en el Wisla de Cracovia volvió a Los Angeles Sparks de la WNBA, donde fue cortada.

## Retorno a la Liga Femenina
En 2010/11 vuelve a jugar en la Liga Femenina de baloncesto de España, en el equipo Ros Casares Valencia, con el que acaba subcampeona de Liga, Copa y Supercopa.
En mayo de 2011 ficha por Perfumerías Avenida Salamanca, equipo con el que, en su primera temporada (2011/12), se proclama campeona de las Supercopas de Europa y España y la Copa de la Reina, así como subcampeona de Liga. En su segunda temporada (2012/13) alcanza los títulos de Liga y Supercopa de España y el subcampeonato de Copa de la Reina. Durante la temporada 2013/2014 consigue dos nuevos títulos, la Supercopa de España y la Copa de la Reina, títulos que repite en la temporada 2014-2015.
El 5 de mayo de 2015 anuncia su retirada. Dos años después se publicó su biografía, Marta Fernández, volando con los pies en el suelo, prologada por Rudy Fernández y escrita por el periodista deportivo Toni Delgado.

## Estadísticas Euroliga
|  | Denota temporadas en las que se proclama campeón de la Euroliga |

| Temporada | Equipo              | PJ  | MPP  | PPP  | RPP | APP |
| --------- | ------------------- | --- | ---- | ---- | --- | --- |
| 2001–02   | Ros Casares         | 15  | 25,1 | 11,3 | 3,1 | 0,9 |
| 2002–03   | Ros Casares         | 14  | 27,1 | 10,2 | 3,3 | 1,9 |
| 2003–04   | Ros Casares         | 14  | 24,5 | 9,4  | 1,6 | 1,9 |
| 2007–08   | Wisla Can-Pack      | 12  | 28,2 | 12,8 | 1,9 | 1,8 |
| 2008–09   | Wisla Can-Pack      | 13  | 32,5 | 10,9 | 2,2 | 2,6 |
| 2009–10   | Wisla Can-Pack      | 18  | 33,7 | 13,4 | 3,2 | 3,7 |
| 2010–11   | Ros Casares         | 17  | 20,7 | 9,2  | 1,6 | 1,9 |
| 2011–12   | Perfumerías Avenida | 14  | 25,8 | 10,6 | 1,5 | 2,4 |
| 2012–13   | Perfumerías Avenida | 14  | 30,3 | 13,1 | 1,4 | 2,6 |
| 2013–14   | Perfumerías Avenida | 14  | 20,3 | 6,4  | 1,4 | 1,5 |
| 2014–15   | Perfumerías Avenida | 16  | 26,3 | 9,5  | 1,4 | 2,2 |
| Total     | Total               | 161 | 26,7 | 10,6 | 2,0 | 2,1 |

## Trayectoria
| Equipo                   | Liga                                           | Temporadas |
| ------------------------ | ---------------------------------------------- | ---------- |
| Segle XXI                | Categorías inferiores / Liga Femenina 2 España | 1995-99    |
| Ros Casares Valencia     | Liga Femenina España                           | 1999-04    |
| UB-F. C. Barcelona       | Liga Femenina España                           | 2004-07    |
| Los Angeles Sparks       | WNBA Estados Unidos                            | 2007-09    |
| TS Wisła Can-Pack Kraków | PLKK Polonia                                   | 2007-10    |
| Ros Casares Valencia     | Liga Femenina España                           | 2010-11    |
| Perfumerías Avenida      | Liga Femenina España                           | 2011-15    |

## Palmarés
Selección nacional
- Europeo U18 1998 – Bursa ( Turquía)
- Juegos Mediterráneos 2001 –  Túnez
- Europeo 2003 – Patras ( Grecia)
- Europeo 2005 – Ankara ( Turquía)
- Mundial 2010 –  República Checa

Clubes
- Liga Femenina (5): 2000/01, 2001/02, 2003/04, 2004/05, 2012/13.
- Copa de la Reina (6): 2001/02, 2002/03, 2003/04, 2011/12, 2013/14, 2014/15.
- Supercopa de Europa (1): 2011.
- Supercopa de España (6): 2003/04, 2004/05, 2011/12, 2012/13, 2013/14, 2014/15.
- Liga Polaca (1): 2007/08.
- Copa Polaca (1): 2008/09.
- Supercopa Polaca (2): 2008/09, 2009/10.

Distinciones individuales
- MVP  Liga Femenina: 2005-2006 y 2006-2007.
- MVP Supercopa de España: 2004-2005.